# آندریا کریستیانو
آندریا کریستیانو (انگلیسی: Andrea Cristiano؛ زادهٔ ۱۵ ژوئیهٔ ۱۹۸۴) بازیکن فوتبال اهل ایتالیا است.
از باشگاه‌هایی که در آن بازی کرده‌است می‌توان به باشگاه فوتبال آسکولی، باشگاه فوتبال امپولی، باشگاه فوتبال نووارا، باشگاه فوتبال پرو ورچلی، و باشگاه فوتبال وارزه اشاره کرد.